# Kılıçlı, Tokat
Kılıçlı là một xã thuộc thành phố Tokat, tỉnh Tokat, Thổ Nhĩ Kỳ. Dân số thời điểm năm 2011 là 378 người.